# Murielle Renault
Pour les articles homonymes, voir Renault (homonymie).
 (avril 2021).
Si vous disposez d'ouvrages ou d'articles de référence ou si vous connaissez des sites web de qualité traitant du thème abordé ici, merci de compléter l'article en donnant les références utiles à sa vérifiabilité et en les liant à la section « Notes et références ».
Murielle Renault est une écrivaine française, elle est née en région parisienne le 23 septembre 1972.

## Biographie
Après avoir été le « coup de cœur » de Nicolas Rey lors d'un concours de nouvelles en 2004, elle se lance dans la réécriture complète d'un roman de cet auteur, Treize minutes, en changeant de narrateur.
Ce premier roman, intitulé Enfin la vérité sur les contes de fées est publié aux éditions Le Dilettante en janvier 2007.
Suivront trois autres romans chez le même éditeur, dont le troisième, Oui..., est décrit par Claire Juliard, dans le Nouvel Observateur, comme un « récit choral enlevé, (...) une comédie romantique échevelée, extravagante, souvent hilarante. À déguster comme une friandise. »
Enfin la vérité sur les contes de fées et Oui... ont été réédités au format poche chez Pocket.
En 2016, Murielle Renault publie son cinquième roman, Gourou(e), aux éditions Daphnis et Chloé.
De temps à autre, elle participe également à des recueils de nouvelles édités par Antidata.

### Romans
- Enfin la vérité sur les contes de fées, Paris, Éditions Le Dilettante, 2007, 192 p. (ISBN 978-2-84263-130-7)
- Le Strip-tease de la femme invisible, Paris, Éditions Le Dilettante, 2008, 224 p. (ISBN 978-2-84263-148-2)
- Oui..., Paris, Éditions Le Dilettante, 2011, 288 p. (ISBN 978-2-84263-655-5)
- À qui le tour ?, Paris, Éditions Le Dilettante, 2013, 254 p. (ISBN 978-2-84263-760-6)
- Gourou(e) : roman, Paris, Daphnis et Chloé, 2016, 238 p. (ISBN 979-10-253-0054-1)

### Nouvelles
- Chacun sa place dans le collectif Temps additionnel, Paris, Antidata, 2012, 169 p. (ISBN 978-2-919285-04-4)
- Projection privée dans le collectif Version originale, Paris, Antidata, 2013, 175 p. (ISBN 978-2-919285-08-2)